# Hudson Motor Car

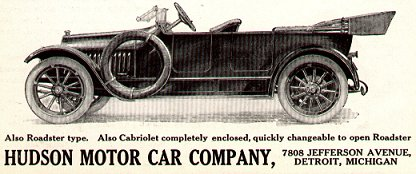
Hudson Six-40, 1914

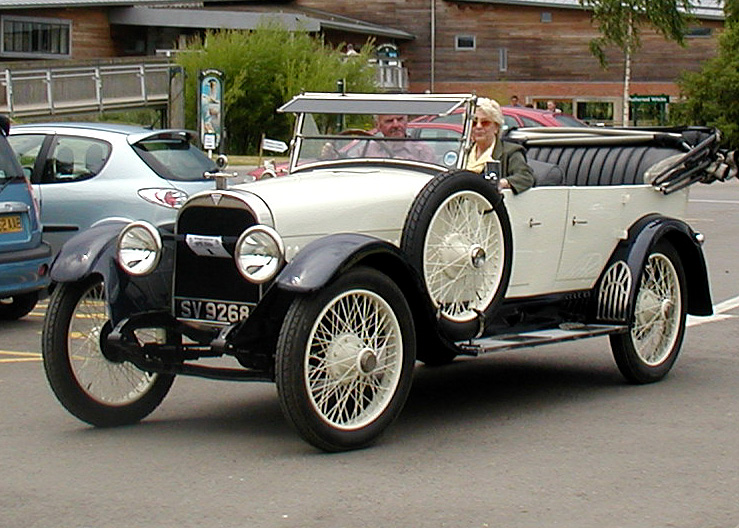
1917 Hudson Phaeton

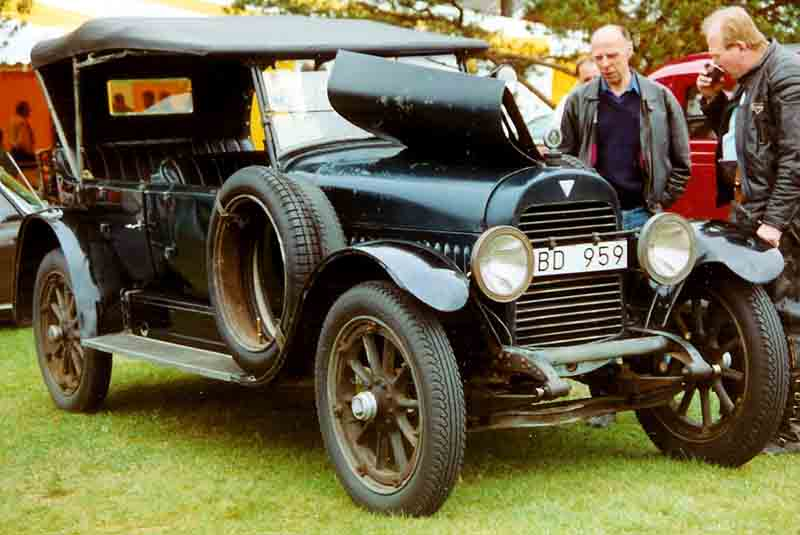
Hudson Super Six Series M Phaeton 1918

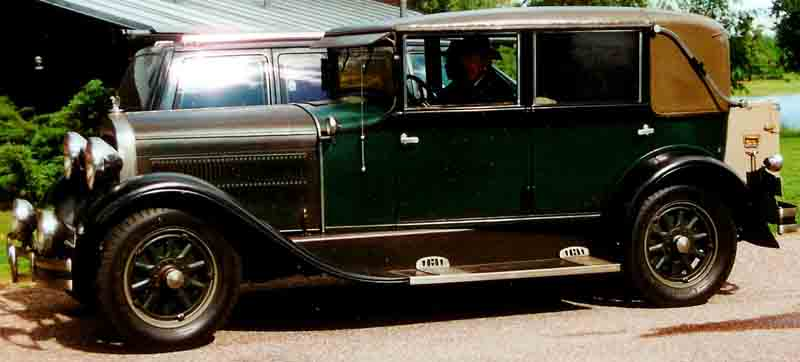
Hudson Model R 4-Door Landau Sedan 1929

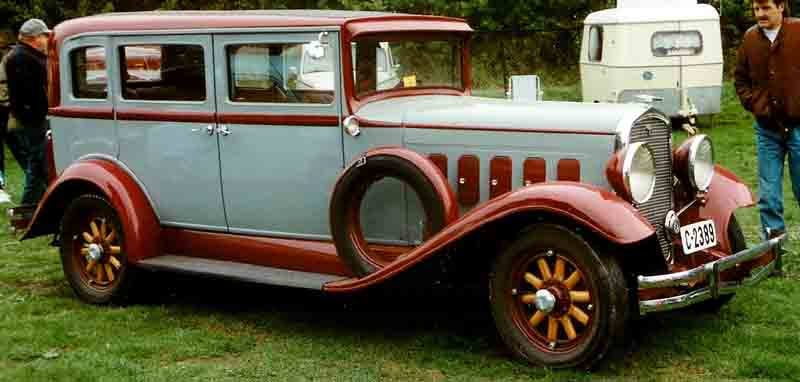
Hudson 4-Door Sedan 1931

De Hudson Motor Car Company bouwde Hudson en een aantal andere merken automobielen in Detroit, Michigan, van 1909 tot 1957.
De naam "Hudson" komt van de heer J.L. Hudson, warenhuisondernemer en stichter van het Hudsons warenhuis, die beschikte over een noodzakelijk kapitaal. Een van de belangrijkste personen van het vroege bedrijf was Roy Chapin Sr, een jonge stafmedewerker die had gewerkt met Ransom Eli Olds (de zoon van deze Chapin, Roy Jr, zou later voorzitter van Hudson-Nash' nakomeling American Motors Corp. in de jaren 60 zijn).
Het bedrijf had een aantal primeurs voor de auto-industrie, waaronder dubbele remmen, het gebruik van de dashboardoliedruk- en generatorwaarschuwingslampjes, en de eerste uitgebalanceerde krukas. Deze stond de Hudson 6-in-lijn motor (De Super Six, 1916) toe om bij een hogere rotatiesnelheid te werken terwijl deze vlot blijft, en meer kracht ontwikkelt voor zijn grootte dan laag-toerige motoren. De meeste Hudsons hadden tot 1957 6-in-lijn motoren. Het dubbele remsysteem gebruikte een secundair mechanisch systeem (handrem) dat de achterremmen activeerde wanneer het pedaal voorbij het normale bereik van het primaire systeem reikte; een mechanische 'emergency brake' werd ook gebruikt. Hudson gebruikte ook een oliebad en 'cork clutch'-mechanisme dat zowel duurzaam als vlot bleek te zijn.
Bij haar piek in 1929, werden er 300 000 auto's binnen één jaar geproduceerd (Hudson en Essex gecombineerd), hierbij zitten ook de bijdragen van andere fabrieken van Hudson in België en Engeland. Hudson was de op twee na grootste de autofabrikant van de V.S. dat jaar, na de Ford Motor Company en Chevrolet.

## Essex & Terraplane
In 1919 introduceerde Hudson de Essex merklijn van auto's; de lijn was oorspronkelijk bedoeld voor een prijs-bewuste groep kopers, die werden ontworpen om te concurreren met de Ford Motor Company en Chevrolet, in tegenstelling tot de duurdere en luxueuzere auto's van de Hudson-reeks. Essex behaalde groot succes door een van de eerste betaalbare auto's met een ingesloten passagierscompartiment aan te bieden.
In 1932 begon Hudson het proces om haar merknaam Essex voor de moderne merknaam Terraplane te wijzigen. Voor 1932 en 1933 werden de gerestylede auto's Essex-Terraplane genoemd; vanaf 1934 werd dit Terraplane, tot 1938 wanneer de naam werd gewijzigd in Terraplane Hudson 112. Hudson begon ook auto's te assembleren in Canada, hier werden de auto's in fabrieken in Tilbury en Ontario gebouwd.
Een optioneel accessoire op een aantal modellen van Hudson en Terraplane tussen 1935-1938 was een op de stuurkolom gemonteerde elektrische versnellingkiezer en een elektromechanisch automatisch schakelsysteem, ook wel bekend als de 'Electric hand' (elektrische hand), die door het bedrijf Bendix werd vervaardigd. Dit nam de plaats in van de op de bodem gemonteerde verschuivingshefboom, maar vereiste conventionele koppelingsacties. De auto's die met dit systeem werden uitgerust beschikten ook over een conventioneel schakelsysteem dat bestond uit knoppen onder het dashboard, deze konden worden uitgetrokken en worden ingezet wanneer de 'Electric hand' het ooit zou begeven. Hudson bood tevens begin jaren 30 een optioneel vacuüm-aangedreven automatische koppeling aan.

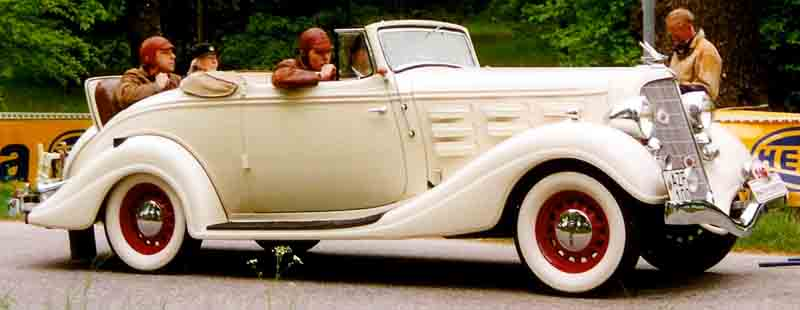
Hudson Eight Convertible Coupé 1934

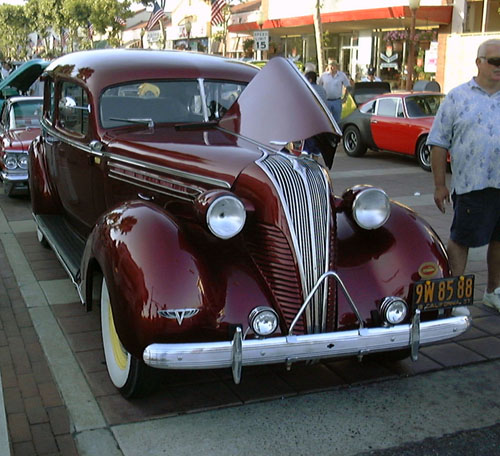
1937 Hudson Custom Eight

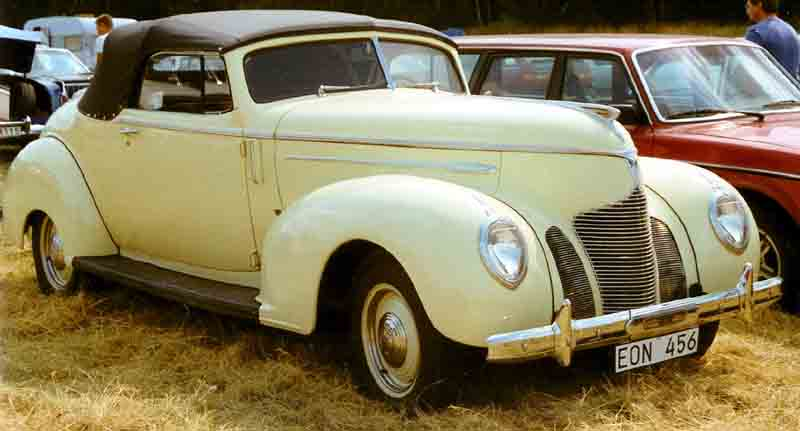
Hudson Country Club Six Series 93 Convertible Coupé 1939

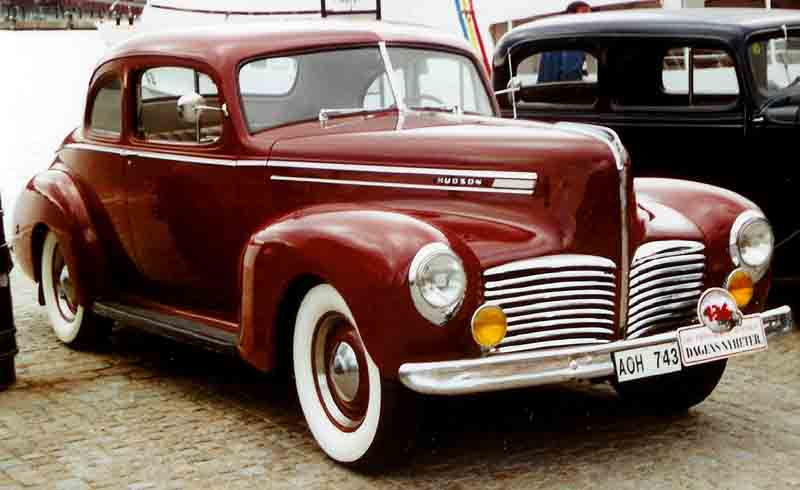
Hudson Coupé 1941

## 1936-1942
In 1936 vernieuwde Hudson zijn auto's en introduceerde een nieuwe 'radiale veiligheidscontrole' / 'ritmische rit'-vering die de flexibele vooras veerde door het gebruik van twee stalen staven, in combinatie met twee bladveren. Door deze methode kon men langere en zachtere bladveren gebruiken die het bewegen van de auto door hobbels en remmen verhinderden. De Hudsons van 1936 waren ook aanzienlijk ruimer dan concurrerende auto's - Hudson claimde een binnenruimte van 145 kubieke voet (4,10 kubieke meter), en vergeleek deze met de ruimte van 121 kubieke voet (3,42 kubieke meter) in de grootste typen van andere populaire auto's. (Volgens de metingen van de Environmental Protection Agency (EPA) bereikte de imposante Chrysler LHS slechts een binnenruimte van 126 kubieke voet (3,57 kubieke meter) . Met het toepassen van de optionele gebolde achterklep, konden de Hudsons 21 kubieke voet (0,6 m³ oftewel 594 liter) aan bagage opslaan (de Chrysler LHS; 19), hoewel dat wel een optimistische meting zou kunnen zijn geweest.
De motoren van 1936 waren krachtig voor die tijd, met een vermogen van 93 tot 124 pk. De modellen van 1939 sloten zich aan bij andere Amerikaanse auto's in het gebruik van een aan de stuurkolom gemonteerde versnellingspook. Dit resulteerde in meer ruimte voor passagiers op de voorbank. Dit bleef de standaard tot de jaren 60, toen kuipstoelen in de mode kwamen. Voor 1940 introduceerde Hudson een onafhankelijke voorophanging en een 'true center-point' besturing op al zijn modellen, een belangrijke vooruitgang in prestaties bij auto's in dit prijsgamma. In 1942, wellicht het antwoord op de Hydra-Matic automatische transmissie van General Motors, introduceerde Hudson haar 'Drive-Master' systeem. Dit systeem was een verfijndere combinatie concepten die in de 'elektrische hand' en de automatische koppeling werden gehanteerd. Men kon met een druk op de knop kiezen uit 3 verschillende aandrijvingen; 1. Standaard, met een manuele bak; 2. Manueel schakelen met automatische koppeling (semi-automaat); 3. Volautomaat. Deze opties werden door een groot en zeer ingewikkeld mechanisme verwezenlijkt. Wanneer er gekoppeld werd aan een automatische overdrive, werd het 'Drive-Master' systeem bekend als 'Super-Matic'. Het 'Drive-Master' systeem werd aangeboden door Hudson door in het modeljaar van 1950. In 1951, toen GM haar Hydra-Matic beschikbaar maakte aan alle andere automerken, verving Hudson haar Drive-Master en Super-Matic met de Hydra-Matic.

## 1942-1945
Zoals bevolen door de Federale overheid, hield Hudsons autoproductie op van 1942 tot 1945 om over te gaan op het vervaardigen van oorlogsmateriaal tijdens de Tweede Wereldoorlog, met betrekking tot het maken van vliegtuigonderdelen, scheepsmotoren en luchtafweerkanonnen. De motor van de Hudson 'Invader' was op veel landingsvaartuigen gemonteerd die op D-Day, 6 juni, bij de invasie in Normandië 1944 werden ingezet.

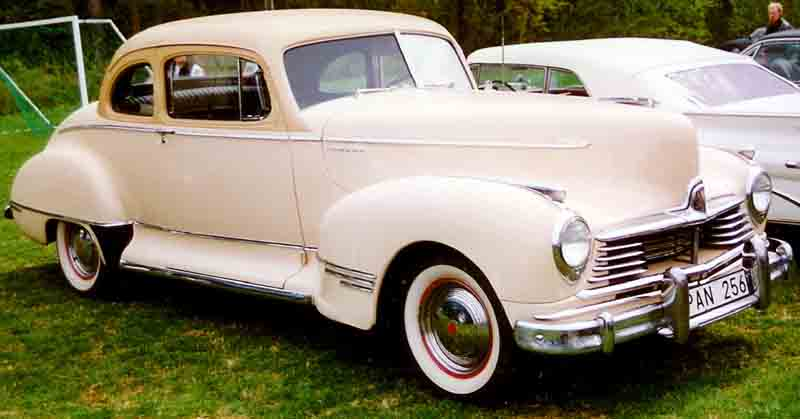
Hudson Coupé 1947

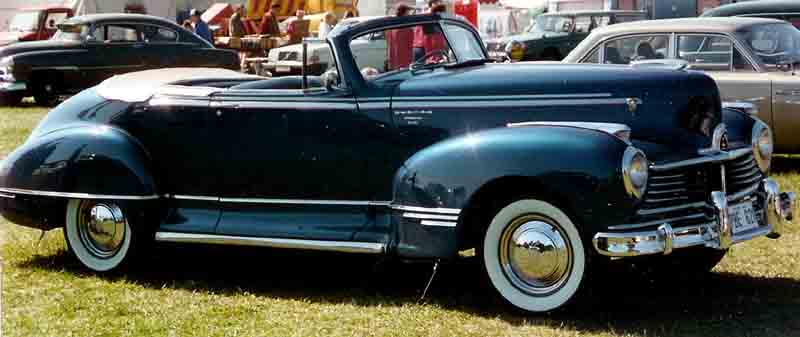
Hudson Commodore Eight Brougham Convertible 1947

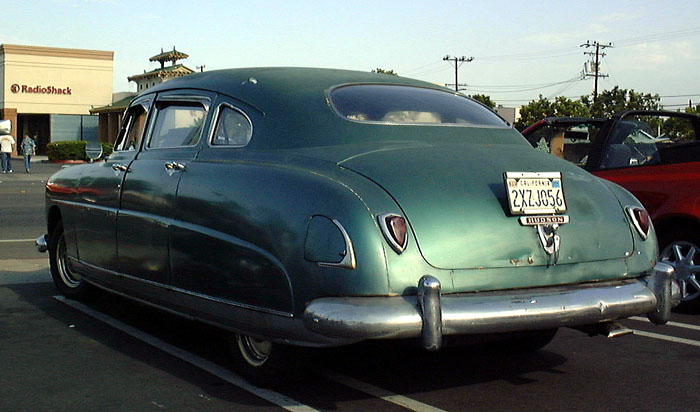
1950 Hudson

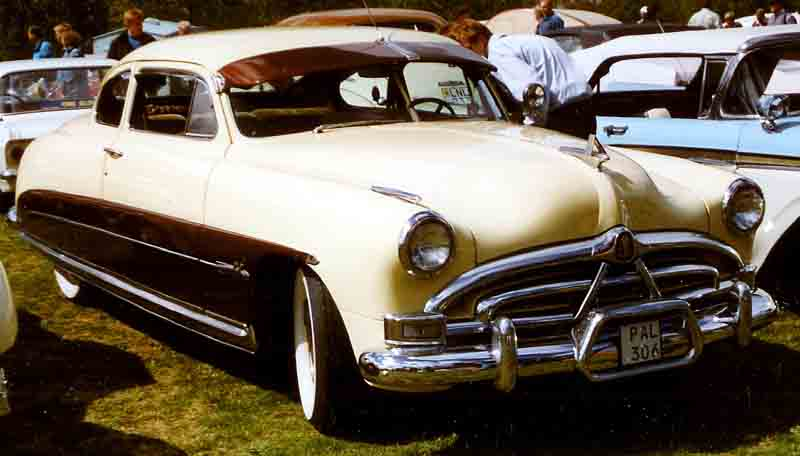
Hudson Hornet Club Coupé 1951

## 1946-1954
In 1948 lanceerde het bedrijf zijn "step-down"-carrosserieën. Deze werden tot modeljaar 1954 geproduceerd. De term step-down verwijst naar de plaatsing van het passagierscompartiment binnen de constructie van het kader; de passagiers stapten 'in' een vloer die door het kader van de auto werd omringd. Het resultaat was niet alleen een veiligere auto en groter passagierscomfort, maar door een lager zwaartepunt eveneens een uiterst goed handelbare auto. In die tijd zouden bijna alle autofabrikanten dit systeem gaan gebruiken om auto's te ontwikkelen.
Hudsons sterke, lichtgewichtcarrosserieën, gecombineerd met zijn hoog-koppelige zes-cilinder motortechnologie maakte het bedrijf van 1951-1954 Hornet Nascar kampioen. Enkele door Hudson in de jaren 50 behaalde Nascar-records staan vandaag de dag nog steeds ("eg" opeenvolgende wint in één raceseizoen). Later werden deze auto's succesvol binnen het Dragracen waarbij het gewicht (kracht-gewichtsverhouding) in hun voordeel heeft gewerkt. Hudsons genoten zowel in de NHRA proeven als op lokale dirttrackraces succes ver in de jaren 60 (vandaag de dag blijft Hudson snelheidsrecords vestigen in hun klasse in Bonneville, op de zoutvlakten van Utah.)
Zoals veel andere kleinere Noord-Amerikaanse autofabrikanten, ondervond Hudson in de jaren 50 dat het steeds moeilijker werd om met de 'Grote Drie' te concurreren (Ford Motor Company, General Motors Corporation en de Chrysler Corporation). Deze grote bedrijven konden zich constante ontwikkeling en het het veranderen van ontwerpen veroorloven, zodat hun modellen elk jaar nieuw leken, terwijl de kleinere fabrikanten zich slechts geleidelijke veranderingen konden veroorloven. De bouw van de eenheidscarrosserie van Hudson en de eens zo innovatieve "step-down", was naast sterk en innovatief, ook moeilijk en duur te herontwerpen. Na de dure en onaantrekkelijke Jet compact-car-lijn van het bedrijf die er niet in slaagde om ook in het tweede daarop volgende jaar kopers aan te trekken, werd Hudson 'verworven' door Nash-Kelvinator (oprichters van Nash Motors|Nash en Nash Rambler|Rambler auto's in 1954).

## 1954-1957
Op 14 januari 1954 verenigde Hudson zich met de Nash-Kelvinator Corporation en werd zo onderdeel van American Motors. De Hudson-fabriek in Detroit, Michigan veranderde in een militaire contractproductielijn aan het einde van het modeljaar, de resterende drie jaren van Hudsons productie geschiedde in Kenosha, Wisconsin.
Voor het jaar 1955 werden zowel de oudere modellen van Hudson als de Nash-modellen gebouwd op een gedeeld chassis, gebruikmakend van stylingthema's van Pininfarina, Edmund Anderson en Frank Spring. Hudson-dealers verkochten ook Rambler en Metropolitan modellen onder de merknaam Hudson. Wanneer deze verkocht werden door Hudson-dealers, waren beide modellen herkenbaar als Hudsons door emblemen op de grille, de motorkap en claxonschakelaar. Hudson Ramblers kregen ook "H" symbolen op de tankdop (en in 1956 op de wieldoppen). Vanaf 1957 werden de Rambler en Metropolitan gebouwd onder eigen merknamen, en werden deze niet langer geïdentificeerd als Hudson of Nash.

## AMC Hornet
In 1970, deed American Motors Corporation (AMC) de modelnaam "Hornet" herleven voor haar nieuwe reeks compacte auto's (de AMC Hornet).

## Filmauto's
Hudsons zijn in vele films gebruikt, waarbij de belangrijkste titels zijn: Driving Miss Daisy, en The Notebook. In 2006, gebruikte Pixar de fameuze Hudson Hornet als "Doc. Hudson", een teruggetrokken raceauto, in de animatiefilm Cars. En niet te vergeten in 'On the road ' uit 2012.

## Fotogalerij

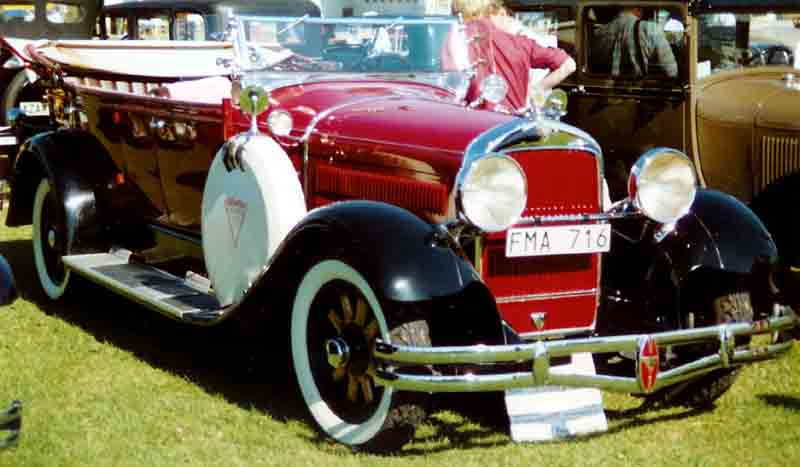
Hudson Super Six Phaeton 1929
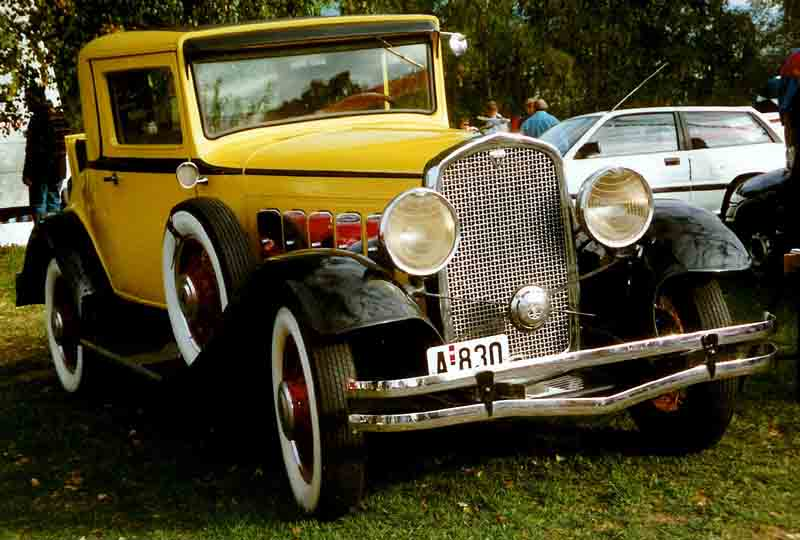
Hudson Series T Coupé 1931
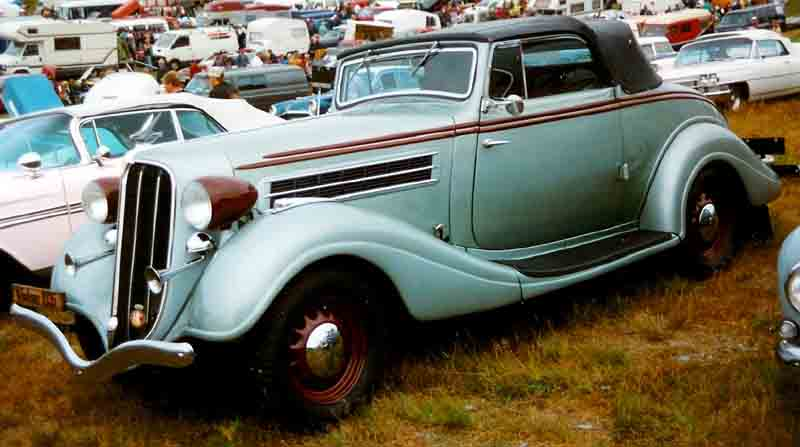
Hudson Convertible Coupé 1935
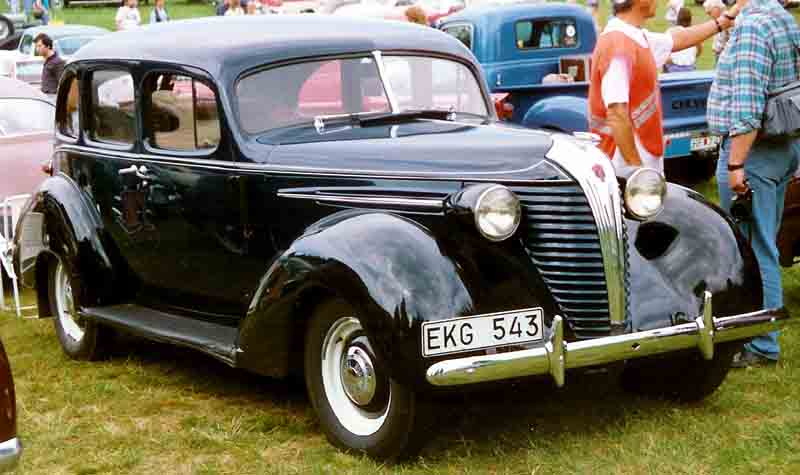
Hudson Terraplane 4-Door Sedan 1938
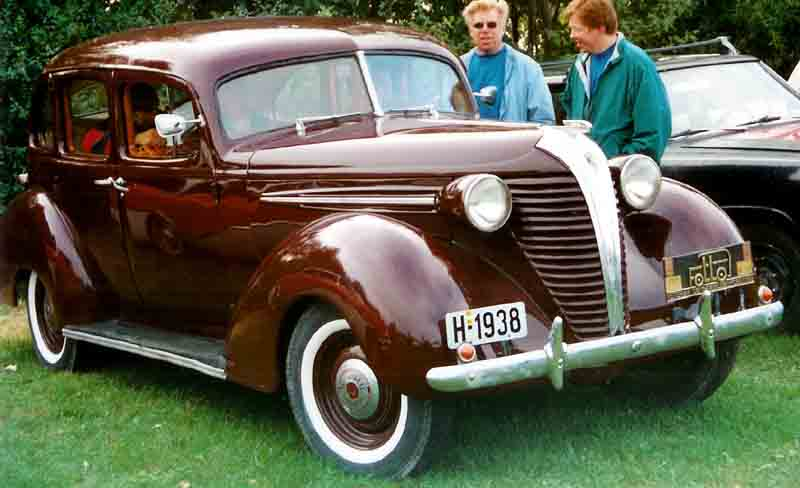
Hudson 4-Door Sedan 1938
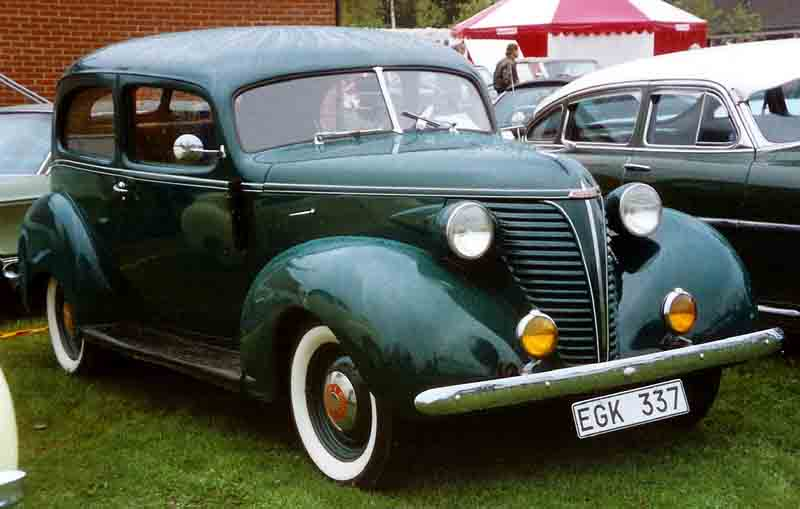
Hudson 112 Series 89 2-Door Brougham 1938
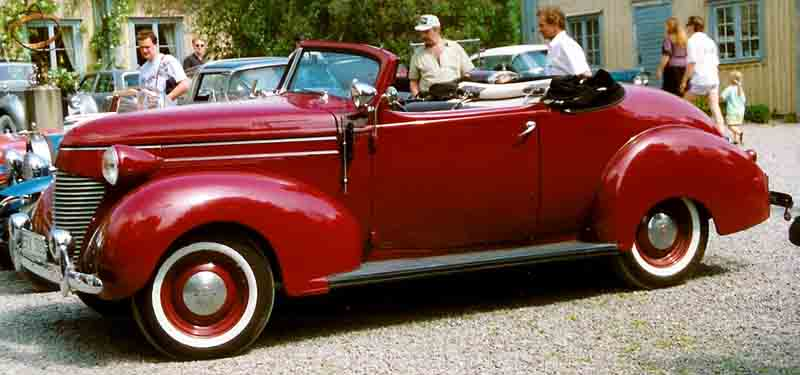
Hudson 112 Series 90 Convertible Coupé 1939
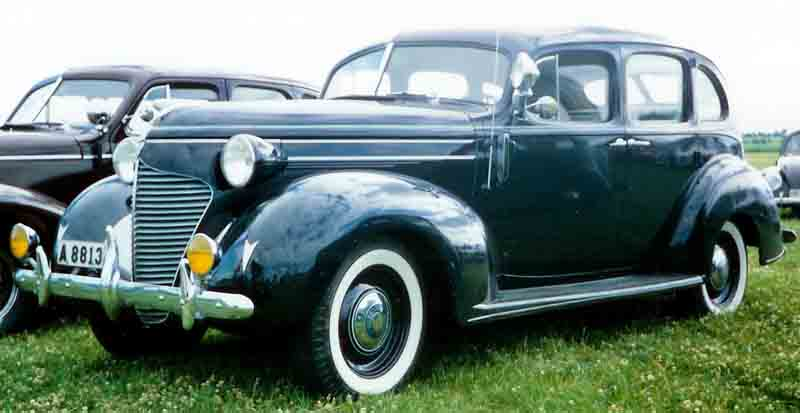
Hudson 112 Series 90 4-Door Touring Sedan 1939
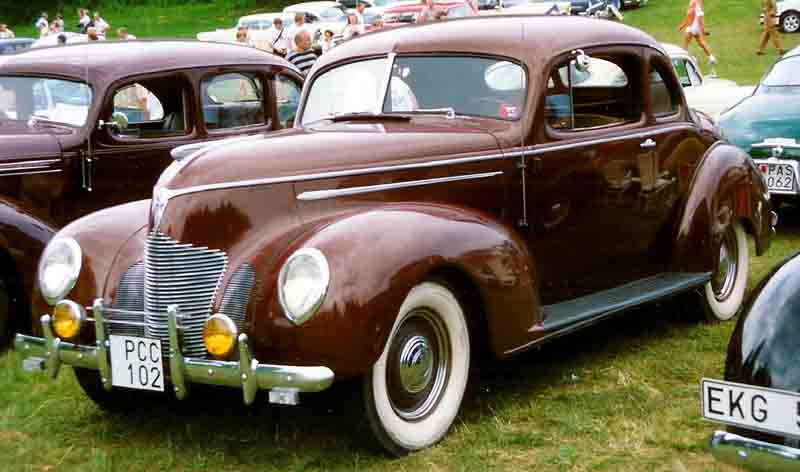
Hudson Pacemaker Series 91 Coupé 1939
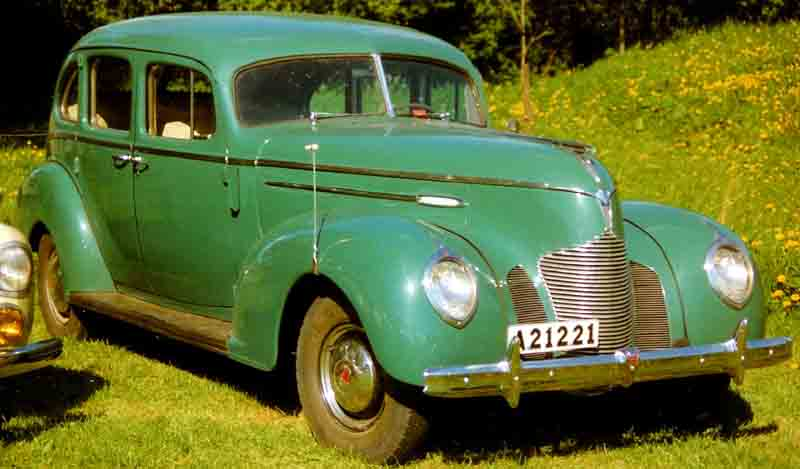
Hudson Country Club Six Series 93 4-Door Touring Sedan 1939
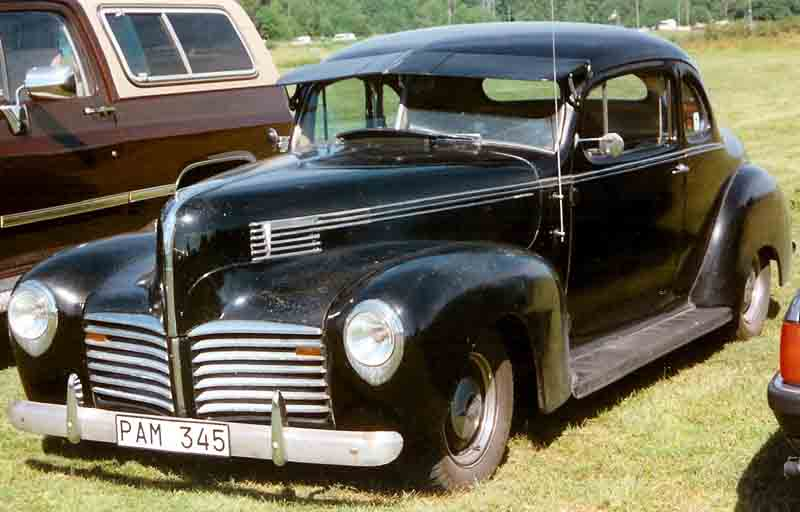
Hudson Business Coupé 1940
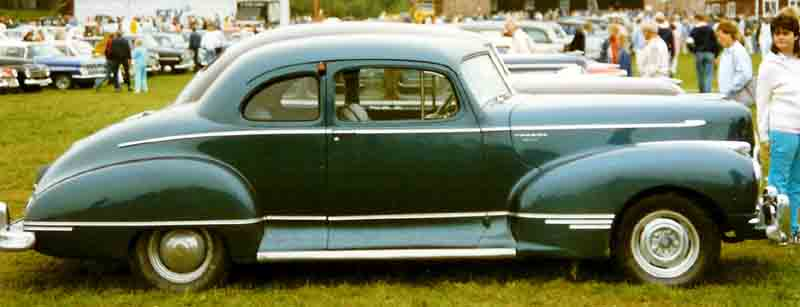
Hudson Super Six Club Coupé 1946
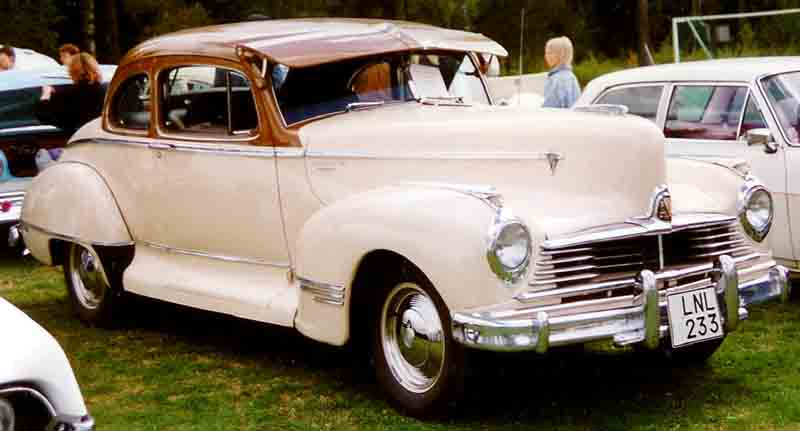
Hudson 172 Club Coupé 1947
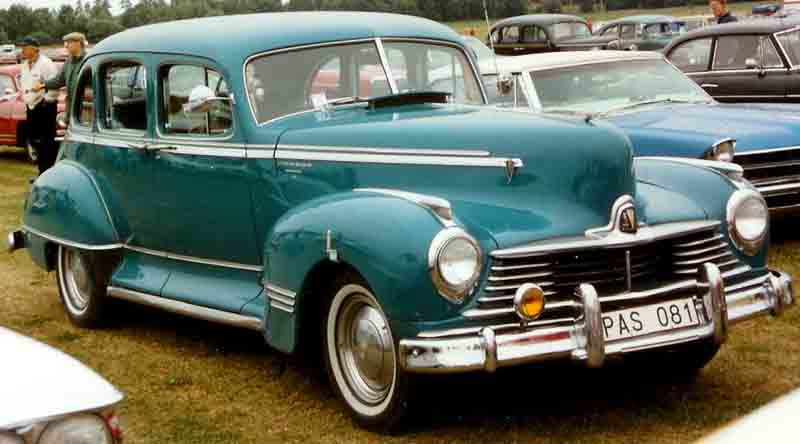
Hudson 4-Door Sedan 1947
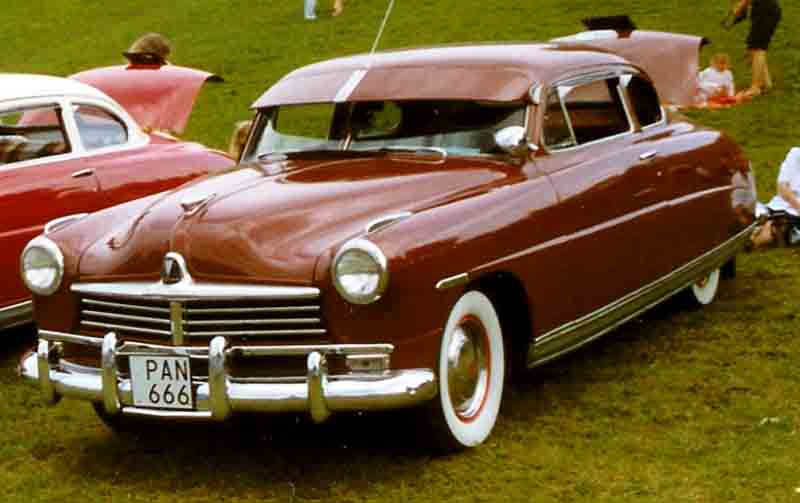
Hudson Super Eight 1949
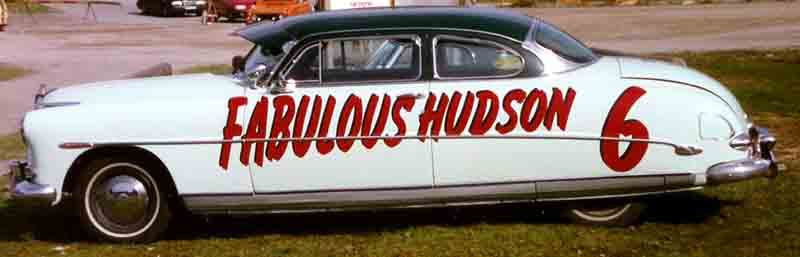
Hudson Coupé
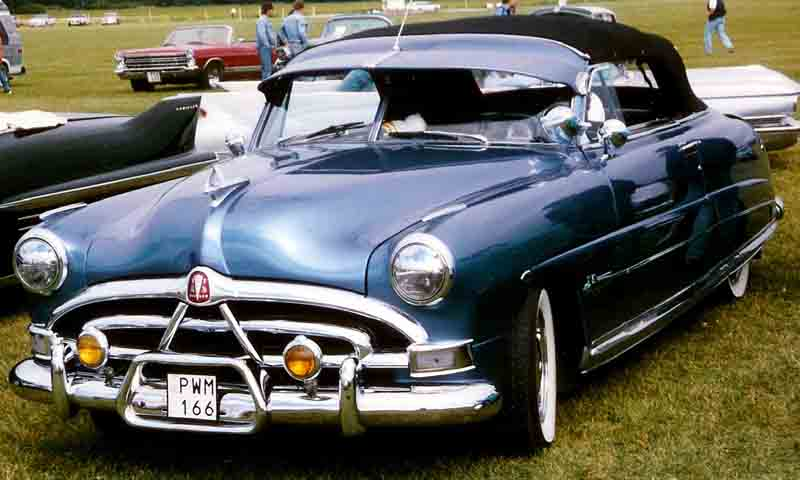
Hudson Hornet Convertible 1951
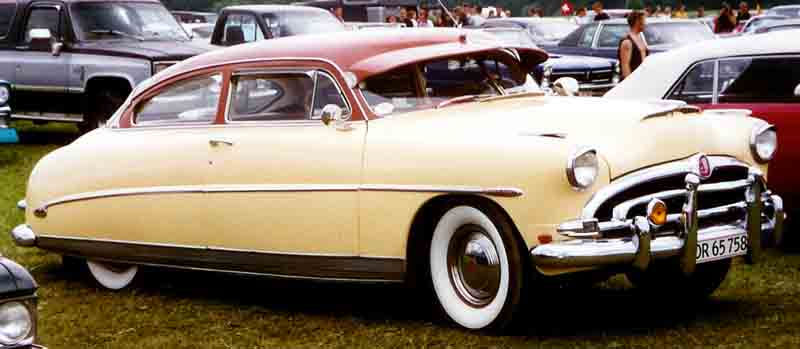
Hudson Coupé
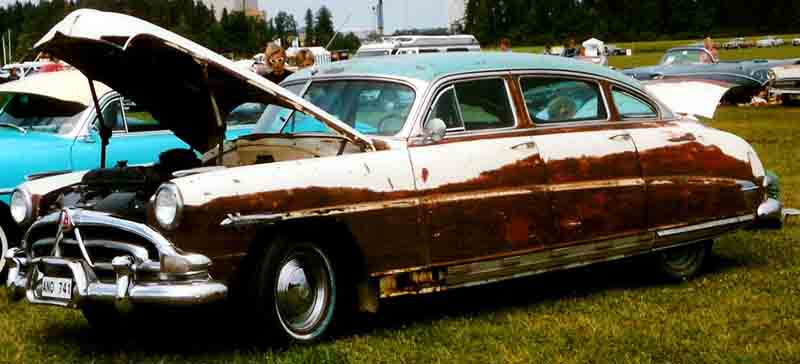
Hudson Hornet 4-Door Sedan 1952
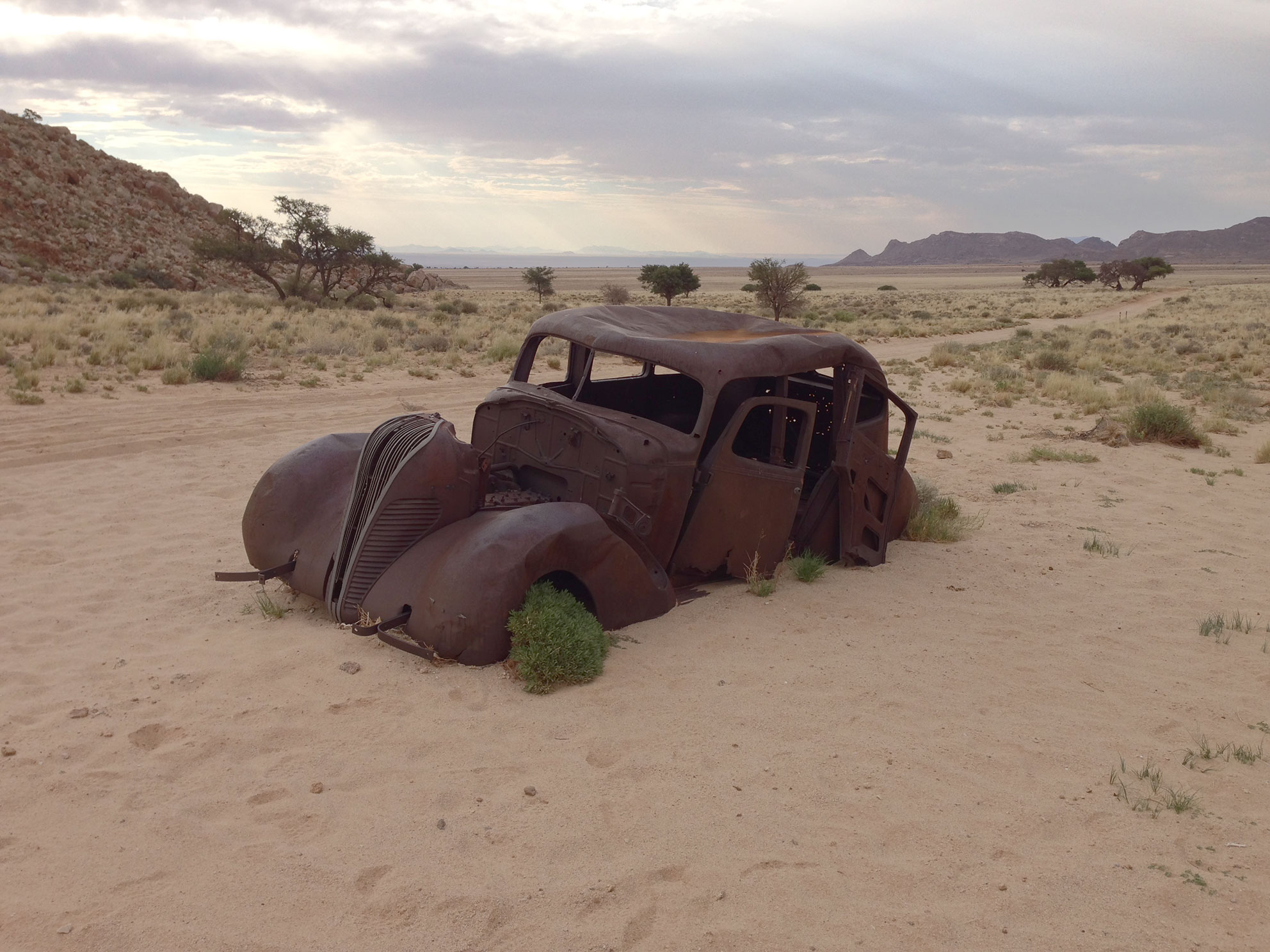
Hudson Terraplane 1934, Namibia